# Annie Whitehead

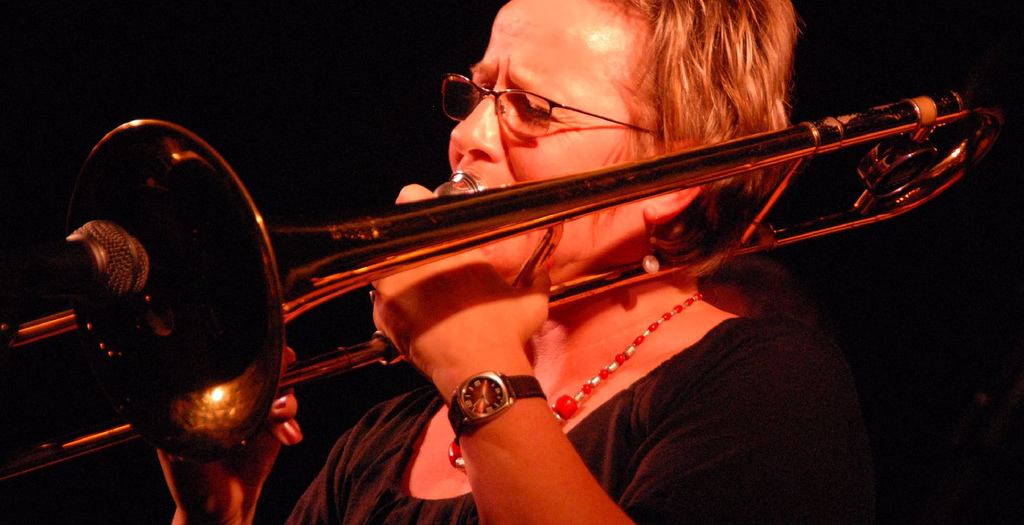
Annie Whitehead

Annie Whitehead (* 16. Juli 1955 in Oldham, England) ist eine britische Jazzposaunistin.

## Leben und Wirken
Whitehead spielte während ihrer Schulzeit in Blasorchestern und ab 1969 in lokalen Tanzbands. 1971 schloss sie sich der All Girls Band von Ivy Benson an, bei der sie zwei Jahre blieb. Anschließend zog sie für eine Weile nach Jersey. 1979 gründete sie ihre eigene Band, um Ska zu spielen. 1981 ging sie nach London und war dort in unterschiedlichen Genres aktiv. Sie arbeitete unter anderen mit Joan Armatrading, Chris Rea, Barbara Morgenstern, Bill Wells, Bill Wyman, Elvis Costello, Carlene Carter, Paul Weller, Jerry Dammers, Amazulu, The Communards, Jah Wobble und Bananarama. 1983 ging sie mit der Brotherhood of Breath von Chris McGregor auf Afrika-Tournee und tourte mit Fun Boy Three durch die USA. Zugleich arbeitete sie mit Larry Stabbins bei Working Week und gründete 1984 ihre eigene Band, mit der sie in den nächsten Jahren international auf Tour ging. 1985 erschien ihr Debütalbum Mix Up. Whitehead spielte aber auch mit District Six und mit John Stevens. Weiterhin arbeitete sie mit den Guest Stars, dem Orchestra von Charlie Watts, mit Maggie Nicols und mit Louis Moholos Dedication Orchestra. 1991 schloss sie sich dem Penguin Cafe Orchestra an, war an drei seiner Produktionen und weltweiten Tourneen beteiligt. 1993 arbeitete sie mit der Big Band von Carla Bley, ab 1999 auch mit den Jazz Jamaica Allstars. Sie trat auch mit Michał Urbaniak, Jasper van’t Hof, Urszula Dudziak, Sibylle Pomorin, Christoph Spendel und mit Ray Anderson auf.
1999 produzierte (und arrangierte) sie für Robert Wyatt dessen Soupsongs Live und ging damit auf Tournee (u. a. auf dem Moers Festival mit Julie Tippetts). Mit Harry Beckett, Jennifer Maidman und Liam Genockey bildet sie die Gruppe Rude, mit Alistair Anderson Northern Lights.
Sie gründete die nur aus 12 weiblichen Musikern bestehende Vortex Foundation Band (nach dem nicht mehr bestehenden Vortex Jazzclub in Nord-London benannt), die zuerst 2002 auf dem London Jazz Festival auftrat und seitdem gelegentlich auftrat und auch aufnahm. In der Bigband spielten unter anderem Deirdre Cartwright, Andrea Vicari, Diane McLoughlin, Alison Rayner, Barbara Snow.